# Jardim Henrique Lopes de Mendonça
O Jardim Henrique Lopes de Mendonça é um jardim português situado em frente ao Liceu Camões, em Lisboa.

É um jardim agradável e verdejante, sendo um dos poucos com coreto, ao centro. A sua denominação é uma homenagem ao escritor, poeta, dramaturgo e autor da letra do hino nacional A Portuguesa Henrique Lopes de Mendonça.

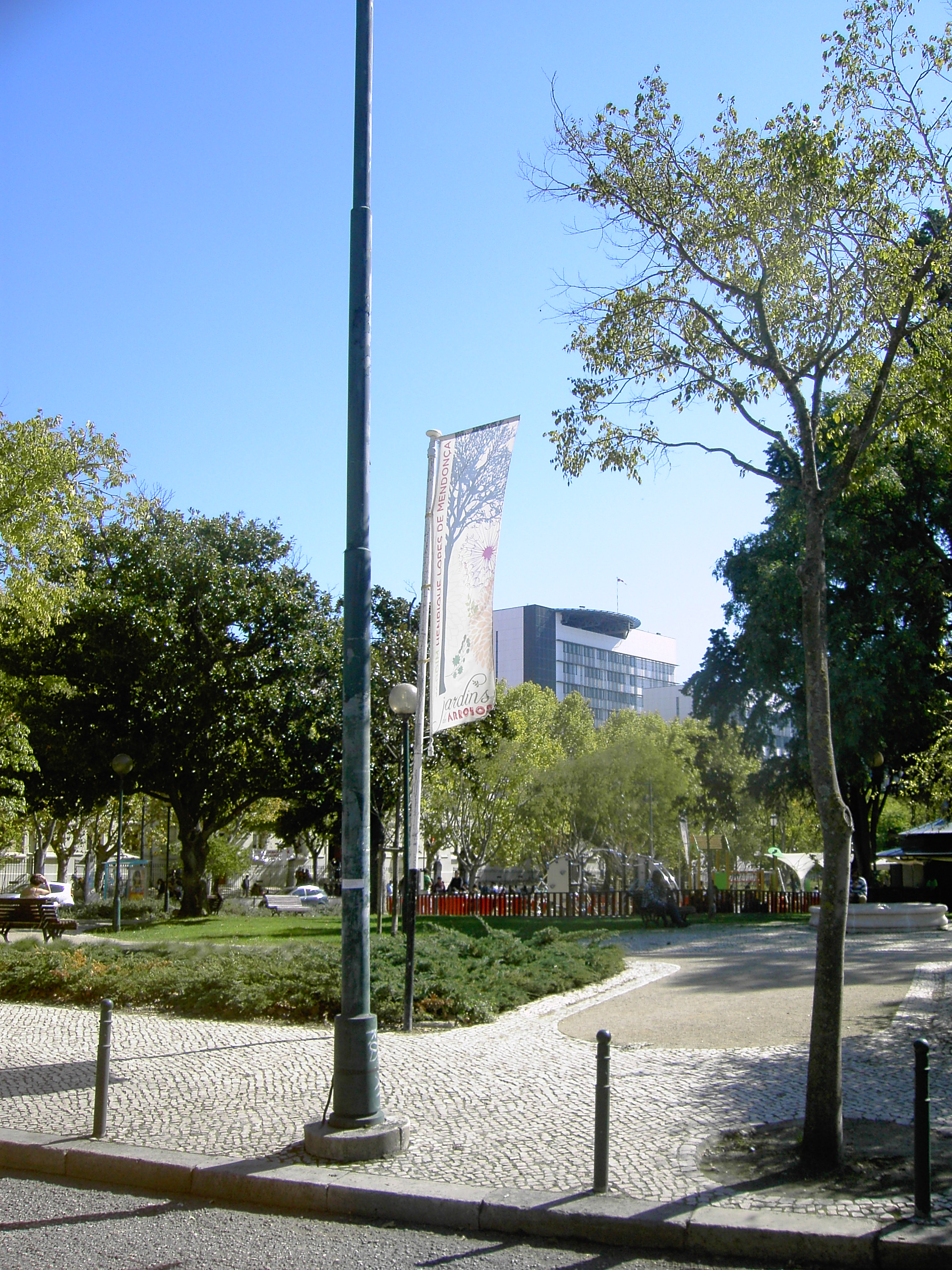
Estandarte decorativo existente no Jardim Lopes de Mendonça